# کارول ۲۲۱۴
سیارک ۲۲۱۴ (به انگلیسی: 2214 Carol، نامگذاری:1953GF) دو هزار و دویست و چهاردهمین سیارک کشف شده‌است که در ۷ آوریل ۱۹۵۳ و در هایدلبرگ کشف شد.
قدر مطلق سیارک برابر ۱۲٫۰۰ است.